# Poligon Orzysz

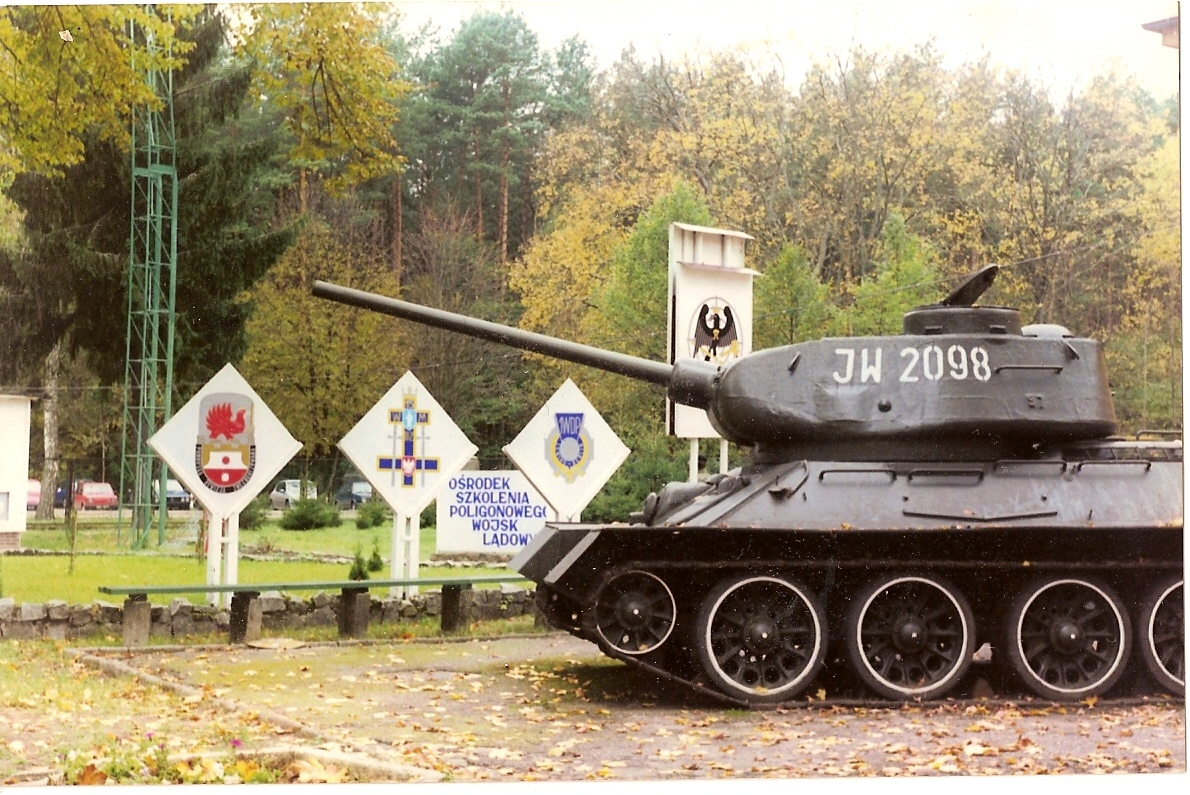
Przed bramą koszar komendy poligonu – Bemowo Piskie

Poligon Orzysz – jeden z poligonów wojskowych w północno-wschodniej Polsce, znajdujący się na południe od Orzysza.
Poligonem zarządza Ośrodek Szkolenia Poligonowego Wojsk Lądowych Orzysz. Komenda poligonu (OSPWL) znajduje się w Bemowie Piskim (wcześniej w Orzyszu). Na poligonie ćwiczą pododdziały różnych rodzajów wojsk z różnych miejsc stałej dyslokacji w kraju.

## Poligon wojsk niemieckich

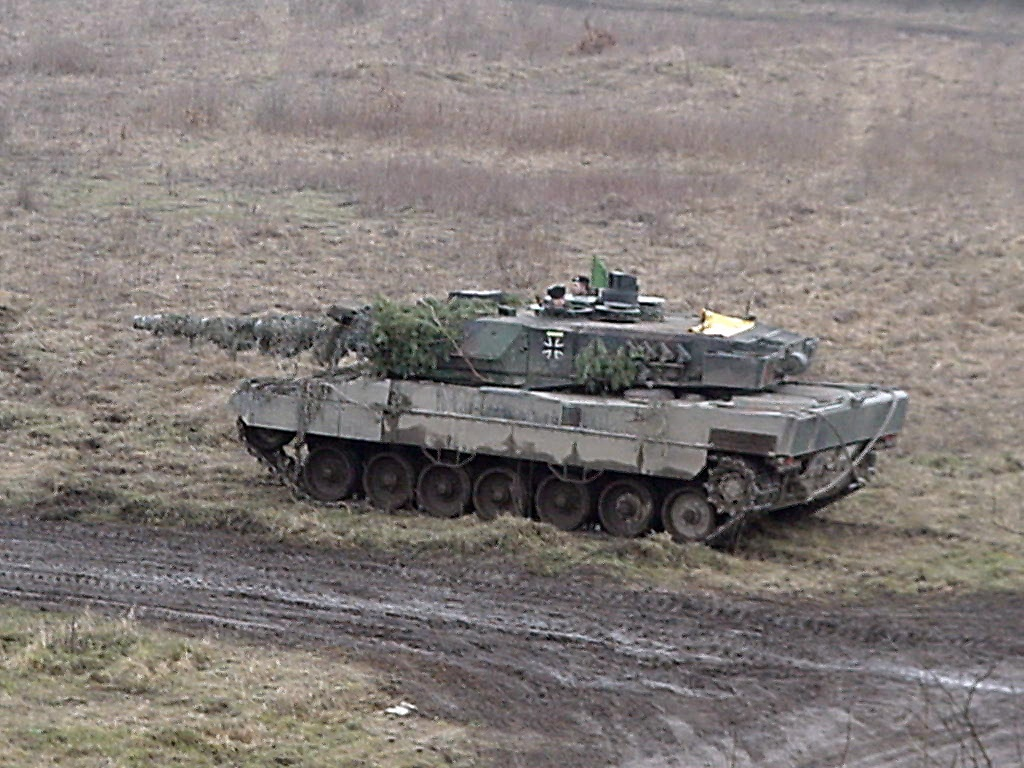
Leopard 2 na ćwiczeniach Bundeswehry na poligonie Orzysz

Poligon powstał w 1890 w okolicach Orzysza (niem. Arys) Prusy Wschodnie na terenach zakupionych od pobliskich wsi Wierzbiny i Szwejkówko oraz lasów Grądowskich i Drygalskich. W 1895 Orzysz otrzymał status miasta garnizonowego, kiedy w mieście rozpoczęto budowę koszar wojskowych. Na przełomie XIX i XX w. w garnizonie Orzysz stało 80 baraków dla żołnierzy i 30 dla oficerów. Koszary tworzyły odrębne miasteczko z własnymi wodociągami, oświetleniem, restauracją i kasynem wojskowym. Do rozwoju miasta, koszar i poligonu przyczyniło się uruchomienie połączeń kolejowych z innymi miastami Prus. W czasie I wojny światowej na poligonie czasowo stacjonowały wojska rosyjskie (1914-1915). Mimo przegranej przez Niemcy wojny, teren pozostał w ich administrowaniu. A to za sprawą plebiscytu przeprowadzonego w 1920 wśród miejscowej ludności, która opowiedziała się za przynależnością do Prus Wschodnich. W okresie międzywojennym na poligonie prowadzono badania nad skutecznością broni artyleryjskiej i strzeleckiej. Zbudowano system bunkrów do obserwacji działania i oceny skuteczności pocisków artyleryjskich. Nadano im nawet imiona, m.in.: Berta, Karl, Dora. Trzy z nich istnieją do dziś. Podobnie jak ogromny tarczociąg, który mógł jednocześnie przyciągać 12 tarcz i był wykorzystywany jeszcze w latach 70. W latach 1934–1937 poligon powiększono o tereny kilku wysiedlonych wsi, a w ówczesnym Szlagakrug (dziś Bemowo Piskie) powstały koszary letnie nazywane Arys-Süd, w odróżnieniu od Arys-Nord – koszar całorocznych znajdujących się w Orzyszu. W 1939 przemianowano go na Obóz Ćwiczebny Orzysz i zgrupowano na nim oddziały Wehrmachtu, m.in. kawalerii pancernej, które we wrześniu tegoż roku brały udział w ataku na Polskę. Podczas wojny, na orzyskim poligonie Niemcy ćwiczyli swoje pododdziały przed skierowaniem ich na front. Testowali prototypy czołgów i dział, m.in. Sturmtigera, którego prototyp zaprezentowali w październiku 1943 Hitlerowi. Zbudowali hale montażowe rakiet V1 i V2 oraz jedną betonową wyrzutnię, z której jednak nie wykonano ani jednego startu rakiety.

## Poligon Wojska Polskiego
W styczniu 1946 r. w Orzyszu powstała nieetatowa Komenda Poligonu (trzech oficerów) już pod polskim dowództwem, która stanowiła zalążek Dowództwa Poligonu Artyleryjskiego nr 3. Przez kilkadziesiąt kolejnych lat poligon kilkukrotnie zmieniał nazwę, by w 1970 r. ostatecznie przybrać nazwę Ośrodek Szkolenia Poligonowego Wojsk Lądowych (OSPWL), która obowiązuje do dziś. Przez cały okres powojenny rozbudowywano jego infrastrukturę z powodu zmiany jego przeznaczenia z artyleryjskiego na ogólnowojskowy. Wybudowano wiele obiektów i rozbudowano obozowisko. Dziś poligon posiada obiekty, w których można strzelać ze wszystkich rodzajów broni strzeleckiej, pancernej, artyleryjskiej, broni pokładowej samolotów, śmigłowców (do celów naziemnych) oraz przeprowadzać bombardowania. Poligon posiada bogate zabezpieczenie socjalno-bytowe. W przeszłości podlegał Warszawskiemu Okręgowi Wojskowemu (WOW) oraz Pomorskiemu Okręgowi Wojskowemu (POW). Dziś podlega Dowództwu Wojsk Lądowych (DWLąd.).
Poligon orzyski, w odróżnieniu od drawskiego, jest przeznaczony przede wszystkim do ćwiczeń pododdziałów wojsk własnych. W 2000 oraz 2001 ćwiczyły na poligonie bataliony (33 i 393) Bundeswehry. Niemcy wybrali ten poligon, gdyż szukali skrajnie zimowych warunków do treningu i uznali to miejsce za właściwe. I nie zawiedli się. Kiedy w 2000 pierwszy transport kolejowy z żołnierzami i sprzętem wojskowym przybył do Orzysza było –16 °C. Z 17 pojazdów umieszczonych na platformach kolejowych, na rampę zjechał tylko jeden. Przyczyną był letni olej napędowy zatankowany do pojazdów. W następnym roku nie popełniono już takiego błędu. Kilkakrotnie rekonesans na poligonie prowadzili przedstawiciele innych sojuszniczych armii. Jednak do ćwiczeń z udziałem ich wojsk nie doszło. Poligon służy również jako miejsce ćwiczeń i przygotowań pododdziałów Wojska Polskiego biorących udział w misjach wojskowych poza granicami kraju.

## Możliwości
Poligon zajmuje powierzchnię ponad 16 tys. ha (160 km²). Dla porównania – powierzchnia Jeziora Śniardwy – największego w Polsce, leżącego nieopodal poligonu – wynosi ok. 113 km². Na poligonie może szkolić się jednocześnie do 1,5 tys. żołnierzy. Posiada duże możliwości zarówno szkoleniowe, jak i logistyczne. Jednorazowo zakwateruje i wyżywi wszystkich ćwiczących bez urządzania obozowiska i uruchamiania kuchni polowych. Na terenie Ośrodka znajduje się m.in. bufet, łaźnia, blok szkoleniowy oraz klub garnizonowy. Park sprzętu technicznego pomieści jednorazowo do 400 pojazdów.
Obiekty szkoleniowe OSPWL to:
- pas ćwiczeń taktycznych Wierzbiny,
- bojowa strzelnica artylerii i ppk,
- bojowa strzelnica czołgowa Wierzbiny,
- 2 bojowe strzelnice piechoty: Gaudynek i Bemowo Piskie,
- plac ćwiczeń ogniowych Wierzbiny,
- tor taktyczny Gaudynek,
- ośrodek szkolenia inżynieryjno-saperskiego Wyręby,
- ośrodek szkolenia rozpoznawczego Klusy,
- 2 rzutnie granatów bojowych: Strzelinki i Gaudynek,
- rejon pokonywania przeszkód wodnych o uregulowanych brzegach Ruda,
- kierunek strzelań bojowych artylerii, moździerzy i artylerii rakietowej z zakrytych stanowisk ogniowych Sosna, Ośla Łączka i Gaudynek,
- rejon bombardowań lotnictwa Kościelisko,
- lotnisko polowe Rostki,
- lądowisko śmigłowców: Orzysz i Bemowo Piskie,
- kierunek strzelań bojowych wojsk OPL do śmigłowców,
- obozowiska: Wierzbiny (wyłączone z eksploatacji) i Bemowo Piskie.

## Dozory stałe
- Knajpa Kalinowskiego
- Mnich
- Maryjka
- Blaszany wiatrak
- Betonowy wiatrak
- Kapliczka
- Meczet

## Komendanci poligonu
- mjr Wieńczysław Rożkowski (1949-1952)
- płk Tadeusz Malarewicz (1952-1953)
- płk Jerzy Kamiński (1953-1964)
- płk Kazimierz Paprocki (1964-1970)
- płk Jerzy Gaca (1970-1973)
- płk Bogdan Niechaj (1973-1975)
- płk Władysław Mucha (1975-1981)
- ppłk Wacław Łopuski (1981-1983)
- płk Marceli Szulwic (1983-1989)
- płk Fryderyk Kalandyk (1989-1990)
- płk Czesław Łatka (1990-1993)
- ppłk Tomasz Lipowski (1993-1997)
- płk Bogdan Markiewicz (1997-2004)
- ppłk Marek Marcińczyk (2004-2007)
- ppłk Krzysztof Gramsz (2007-2009)
- ppłk Mariusz Szymański (2009-2010)
- ppłk Jarosław Wyszecki (2010-2023)
- ppłk Artur Żuber (od 2023)